# Control d'enllaç de ràdio
Radio Link Control (RLC) és un protocol d'enllaç de ràdio de capa 2 utilitzat en UMTS, LTE i 5G a la interfície Air. Aquest protocol està especificat per 3GPP a TS 25.322 per a UMTS, TS 36.322 per a LTE i TS 38.322 per a 5G New Radio (NR). RLC es troba a la part superior de la capa MAC 3GPP i per sota de la capa PDCP. Les tasques principals del protocol RLC són:
- Transferència d'unitats de dades de protocol (PDU) de la capa superior en un dels tres modes: mode reconegut (AM), mode sense reconeixement (UM) i mode transparent (TM)
- Correcció d'errors mitjançant ARQ (només per a la transferència de dades AM)
- Concatenació, segmentació i muntatge de SDU RLC (UM i AM)
- Resegmentació de les PDU de dades RLC (AM)
- Reordenació de les PDU de dades RLC (UM i AM);
- Detecció de duplicats (UM i AM);
- Descartació RLC SDU (UM i AM)
- Restabliment de RLC
- Detecció i recuperació d'errors de protocol

Funcions RLC específiques només per a LTE - 1) Re-segmentació. 2) El descart de RLC SDU es notifica per la capa superior.